# ヴァネッサ・ポルト
ヴァネッサ・ポルト（Vanessa Alessandra Teixeira Porto、1984年3月16日 - ）は、ブラジルの女性総合格闘家、元アマチュアボクサー。サンパウロ州アメリカーナ出身。第3代Invicta FC世界フライ級王者。

## 来歴
2004年にブラジリアン柔術を始め、その後、格闘技のトレーニングを始めた。
2005年2月19日、プロデビュー戦でカリーナ・ダムと対戦し、0-3の判定負けを喫した。その後、3連勝。
2005年11月20日、Storm Samuraiでクリスチャン・サイボーグと対戦し、0-3の判定負けを喫した。
2007年11月3日、Fatal Femmes Fighting 3で赤野仁美と対戦し、2-1の判定勝ちを収めた。
2008年4月3日、Fatal Femmes Fighting 4で行われたライト級タイトルマッチでロクサン・モダフェリと対戦し、膝蹴りでTKO負けを喫した。
2008年12月19日、 ジャーメイン・デ・ランダミーに腕ひしぎ十字固めで一本勝ち。 
2009年12月12日、アマンダ・ヌネスと対戦し、TKO負け。
2011年3月31日、カリンドラ・ファリアに腕ひしぎ十字固めで一本勝ち。

### Invicta FC
2012年7月28日、Invicta FC 2でサラ・ダレリオと対戦し、横三角絞めで一本負け。
2012年10月6日、Invicta FC 3でタラ・ラローサに3R判定勝利。
2013年4月5日、Invicta FC 5でバーブ・ホンチャックとInvicta FCフライ級暫定王座決定戦を行うが、0-3の判定負けを喫して王座獲得に失敗した。
2013年12月7日、Invicta FC 7でゾイラ・フラウストと対戦し、3-0の判定勝利。
2015年4月24日、Invicta FC 12でロクサン・モダフェリと7年ぶりに再戦し、判定勝利。リベンジを果たす。
2016年3月11日、Invicta FC 16のInvicta FCフライ級タイトルマッチで王者のジェニファー・マイアに挑戦し、判定負けで王座獲得に失敗した。
2017年5月20日、Invicta FC 23でアグニシュカ・ニエズビッチと対戦し、判定負け。
2019年2月15日、Invicta FC 34でパール・ゴンザレスとInvicta FCフライ級王座決定戦を行い、負傷判定により判定勝ちを収め、王座獲得に成功した。
2020年9月2日、Invicta FC王座の返上とBellator MMAと契約したことを発表した。

## 戦績
| 総合格闘技 戦績 | 総合格闘技 戦績 | 総合格闘技 戦績 | 総合格闘技 戦績 | 総合格闘技 戦績 | 総合格闘技 戦績 | 総合格闘技 戦績 |
| --------------- | --------------- | --------------- | --------------- | --------------- | --------------- | --------------- |
| 33 試合         | (T)KO           | 一本            | 判定            | その他          | 引き分け        | 無効試合        |
| 23 勝           | 4               | 11              | 8               | 0               | 0               | 0               |
| 10 敗           | 2               | 2               | 6               | 0               | 0               | 0               |

| 勝敗 | 対戦相手                       | 試合結果                     | 大会名                                                                  | 開催年月日     |
| ×    | ヴィタ・アルテイガ             | 2R 3:47 ギロチンチョーク     | Bellator 283: Lima vs. Jackson                                          | 2022年7月22日  |
| ○    | イララ・ジョアニ               | 5分3R終了 判定2-1            | Bellator 263: Pitbull vs. McKee                                         | 2021年7月31日  |
| ×    | リズ・カムーシュ               | 5分3R終了 判定0-3            | Bellator 256: Bader vs. Machida 2                                       | 2021年4月9日   |
| ○    | カリーナ・ロドリゲス           | 5分3R終了 判定3-0            | Invicta FC 38: Murato vs. Ducote                                        | 2019年11月1日  |
| ○    | パール・ゴンザレス             | 4R 2:34 負傷判定（判定3-0）  | Invicta FC 34: Porto vs. Gonzalez 【Invicta FCフライ級王座決定戦】      | 2019年2月15日  |
| ○    | マリアナ・モライス             | 1R 4:19 リアネイキドチョーク | Invicta FC 27: Kaufman vs. Kianzad                                      | 2018年1月13日  |
| ○    | ミラナ・ドゥディエバ           | 3R 3:02 TKO（）              | Invicta FC 26: Maia vs. Niedźwiedź                                      | 2017年12月8日  |
| ×    | アグニシュカ・ニエズビッチ     | 3R終了 判定0-3               | Invicta FC 23: Porto vs. Niedźwiedź                                     | 2017年5月20日  |
| ×    | ジェニファー・マイア           | 5分5R終了 判定0-3            | Invicta FC 16: Hamasaki vs. Brown 【Invicta FCフライ級タイトルマッチ】  | 2016年3月11日  |
| ○    | ロクサン・モダフェリ           | 5分3R終了 判定3-0            | Invicta FC 12: Kankaanpaa vs. Souza                                     | 2015年4月24日  |
| ○    | アナ・マリア                   | 5分3R終了 判定3-0            | Fatality Arena 6                                                        | 2014年3月30日  |
| ○    | ゾイラ・フラウスト             | 5分3R終了 判定3-0            | Invicta FC 7: Honchak vs. Smith                                         | 2013年12月7日  |
| ×    | バーブ・ホンチャック           | 5分5R終了 判定0-3            | Invicta FC 5: Penne vs. Waterson 【Invicta FCフライ級暫定王座決定戦】   | 2013年4月5日   |
| ○    | タラ・ラローサ                 | 5分3R終了 判定3-0            | Invicta FC 3: Penne vs. Sugiyama                                        | 2012年10月6日  |
| ×    | サラ・ダレリオ                 | 1R 3:16 横三角絞め           | Invicta FC 2: Baszler vs. McMann                                        | 2012年7月28日  |
| ○    | ルアナ・テシェイラ             | 1R 0:41 KO（パンチ）         | Pink Fight 2                                                            | 2012年3月10日  |
| ○    | ジェニファー・マイア           | 2R 3:55 腕ひしぎ十字固め     | Kumite MMA Combate                                                      | 2011年10月28日 |
| ○    | カリンドラ・ファリア           | 1R 3:37 腕ひしぎ十字固め     | Recife Fighting Championship 4                                          | 2011年3月31日  |
| ○    | Valdineia Santos               | 1R TKO（パンチ連打）         | Predador FC 17                                                          | 2010年12月11日 |
| ×    | アマンダ・ヌネス               | 2R 5:00 TKO（タオル投入）    | Samurai FC 2: Warrior's Return                                          | 2009年12月12日 |
| ○    | ロベルタ・トルノ               | 1R 1:47 腕ひしぎ十字固め     | Jungle Fight 15                                                         | 2009年10月17日 |
| ○    | マヘリア・ロチャ・デ・モライス | 1R 4:28 腕ひしぎ十字固め     | Jungle Fight 14                                                         | 2009年9月19日  |
| ○    | ジャーメイン・デ・ランダミー   | 1R 3:36 腕ひしぎ十字固め     | Revolution Fight Club 2                                                 | 2008年12月19日 |
| ×    | ロクサン・モダフェリ           | 3R 0:53 TKO（膝蹴り）        | Fatal Femmes Fighting 4: Call of the Wild 【FFFライト級タイトルマッチ】 | 2008年4月3日   |
| ○    | 赤野仁美                       | 3分5R終了 判定2-1            | Fatal Femmes Fighting 3: War of the Roses                               | 2007年11月3日  |
| ○    | トーニャ・エヴァンジャー       | 1R 2:14 腕ひしぎ十字固め     | Fatal Femmes Fighting 2: Girls Night Out                                | 2007年7月14日  |
| ○    | ジュリアナ・ヴェルネル         | 1R 1:20 三角絞め             | Super Challenge 1                                                       | 2006年10月7日  |
| ○    | アナ・マリア                   | 2R リアネイキッドチョーク    | Gold Fighters Championship 1                                            | 2006年5月20日  |
| ×    | クリスチャン・サイボーグ       | 3R終了 判定0-3               | Storm Samurai 9                                                         | 2005年11月20日 |
| ○    | ジュリアナ・ヴェルネル         | 1R サブミッション            | Storm Samurai 8                                                         | 2005年7月2日   |
| ○    | ジュリアナ・ヴェルネル         | 1R 4:08 TKO（打撃）          | Champions Night 12                                                      | 2005年5月6日   |
| ○    | エレイン・デ・リマ             | 1R 1:01 腕ひしぎ十字固め     | Body Fight 2                                                            | 2005年4月2日   |
| ×    | カリーナ・ダム                 | 5分2R終了 判定0-3            | Barra Submission Wrestling                                              | 2005年2月19日  |

## 獲得タイトル
- ボクシング サンパウロ州王座
- 第3代Invicta FC世界フライ級王座（2019年）